# کارن دوخویان
کارن آقاسو دوخویان (ارمنی: Կարեն Աղասու Դոխոյան؛ زادهٔ ۶ اکتبر ۱۹۷۶ در ایروان) بازیکن فوتبال در پست مدافع اهل ارمنستان است.

## باشگاهی
از باشگاه‌هایی که در آن بازی کرده‌است می‌توان به مالاتیا، اربونی، ایروان، آراکس آرارات، کریلیا سووتوف سامارا و پیونیک اشاره کرد.

## تیم ملی
وی همچنین در تیم ملی فوتبال ارمنستان بازی کرده‌است. دوخویان نخستین بازی ملی خود را که یک بازی دوستانه بود در تاریخ ۱۸ اوت ۱۹۹۹ در پارنو در مقابل استونی انجام داده‌است.

### آمارهای ملی
| تیم ملی فوتبال ارمنستان | تیم ملی فوتبال ارمنستان | تیم ملی فوتبال ارمنستان |
| سال                     | حضورها                  | گل‌ها                    |
| ----------------------- | ----------------------- | ----------------------- |
| ۲۰۰۰                    | ۷                       | ۱                       |
| ۲۰۰۱                    | ۷                       | ۰                       |
| ۲۰۰۲                    | ۲                       | ۰                       |
| ۲۰۰۳                    | ۵                       | ۰                       |
| ۲۰۰۴                    | ۵                       | ۱                       |
| ۲۰۰۵                    | ۷                       | ۰                       |
| ۲۰۰۶                    | ۴                       | ۰                       |
| ۲۰۰۷                    | ۷                       | ۰                       |
| ۲۰۰۸                    | ۳                       | ۰                       |
| Total                   | ۴۷                      | ۲                       |

### گل‌های ملی
| # | تاریخ          | ورزشگاه  | حریف    | گل زده | نتیجه | رقابت        |
| - | -------------- | -------- | ------- | ------ | ----- | ------------ |
| ۱ | ۲ فوریه ۲۰۰۰   | قبرس     | مولدووا | ۲-۱    | برد   | بازی دوستانه |
| ۲ | ۱۷ نوامبر ۲۰۰۴ | ارمنستان | رومانی  | ۱-۱    | تساوی | 2006 WCQ     |

## دستاوردها
- لیگ برتر فوتبال ارمنستان همراه با باشگاه فوتبال ایروان: ۱۹۹۷
- لیگ برتر فوتبال ارمنستان همراه با باشگاه فوتبال آراکس آرارات: ۱۹۹۹
- جام استقلال ارمنستان همراه با باشگاه فوتبال آراکس آرارات: ۱۹۹۹
- لیگ برتر فوتبال روسیه برنز مدال همراه با باشگاه فوتبال کریلیا سووتوف سامارا: ۲۰۰۴
- فینالیست جام حذفی فوتبال روسیه همراه با باشگاه فوتبال کریلیا سووتوف سامارا: ۲۰۰۴
- سوپر جام فوتبال ارمنستان همراه با باشگاه فوتبال پیونیک: ۲۰۰۶
- لیگ برتر فوتبال ارمنستان همراه با باشگاه فوتبال پیونیک: ۲۰۰۷, ۲۰۰۸